# Natuurreservaat Copi
Copi is een natuurreservaat bij het dorp Copi aan de Cassewinicakreek in het district Commewijne. Het heeft een oppervlakte van 180 km2. Het is gesticht in 1986.
Het bevindt zich in het district Para van Suriname aan de Cassewinicakreek. Net als Boven-Coesewijne ligt het in de Savannegordel. Er zijn grote aantallen brilkaaimannen (Caiman crocodilus crocodilus) en een kleine populatie reuzenotters (Pteronura brasiliensis). De laatste soort is volledig beschermd omdat het een bedreigde soort is. Ook Cuviers gladvoorhoofdkaaiman (Paleosuchus palpebrosus) komt er voor. 
De verhoogde kleivlakte van de Oude Kustvlakte ondersteunt hier verschillende bostypes. Er zijn droge en drassige savannes op wit zand of op klei. De IUCN heeft aan het reservaat de categorie IV (biotoop) toegekend.
De vegetatie is droge savanne op klei, van het Welgelegen-type. Het is een savanne met kort gras, verspreide koestige boompjes en struiken. Pterocarpus-bosjes en varenzwampen. Er is gemengd mesofytisch droogland- en moerasbos.
Een historische bezienswaardigheid is het Cordonpad dat dwars door het gebied loopt.

## Fauna
Copi heeft een rijke dierenwereld.
| Klasse     | EN | VU | NT | LC  | DD | Totaal |
| ---------- | -- | -- | -- | --- | -- | ------ |
| Amfibieën  | 0  | 1  | 0  | 71  | 1  | 73     |
| Vogels     | 1  | 6  | 24 | 552 | 0  | 583    |
| Zoogdieren | 1  | 6  | 5  | 161 | 6  | 179    |

## Beeldgalerij

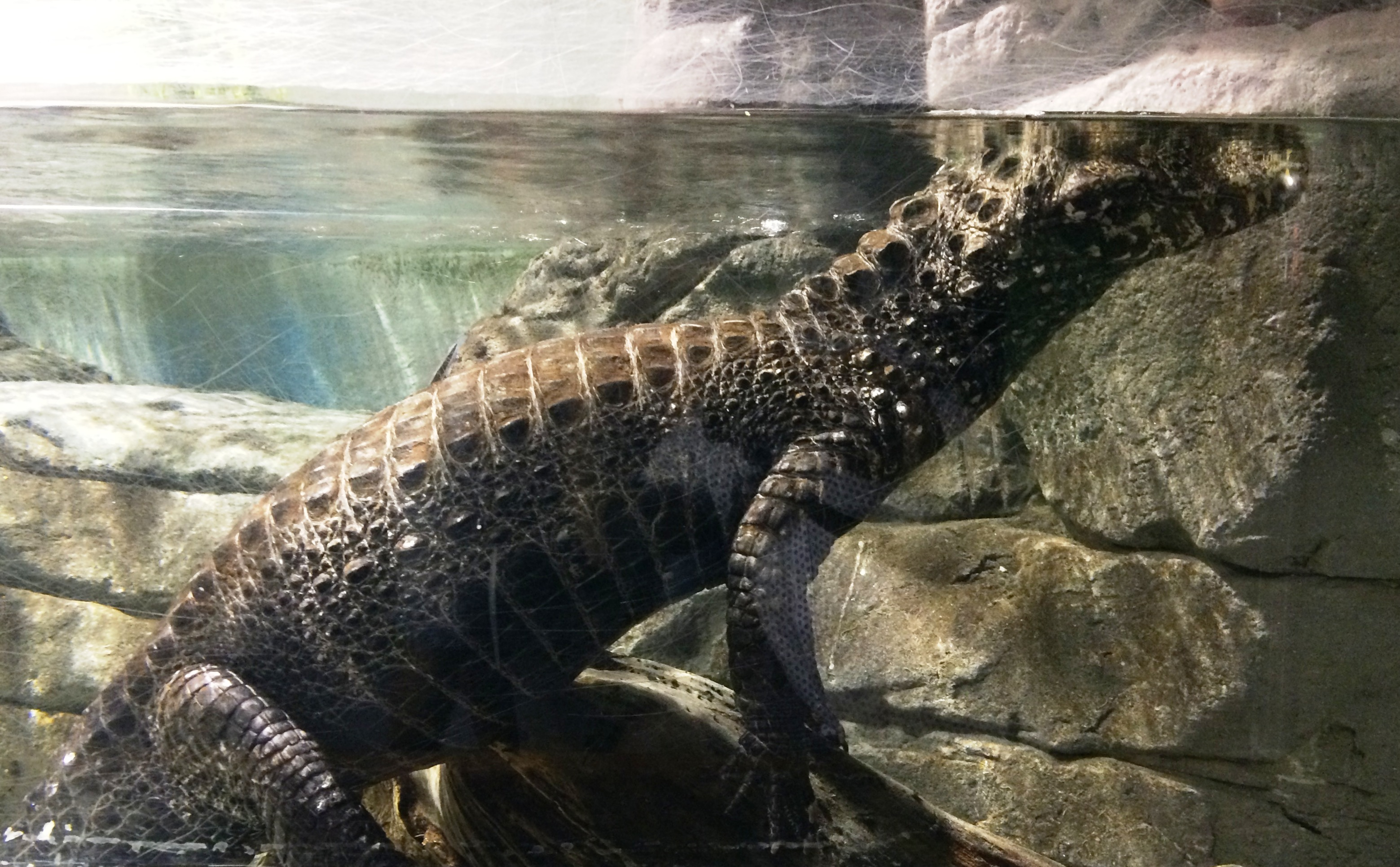
Paleosuchus palpebrosus
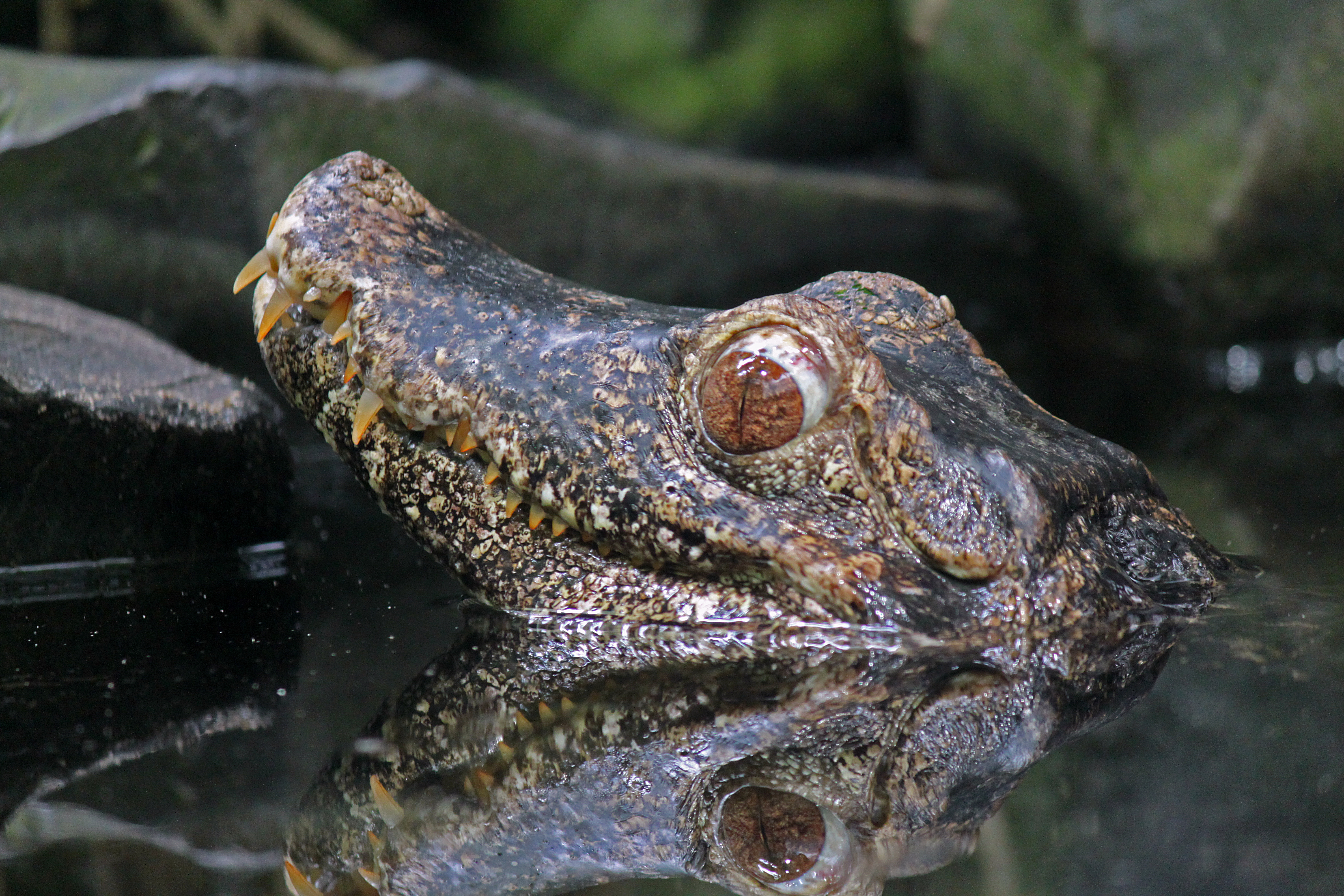
Paleosuchus palpebrosus
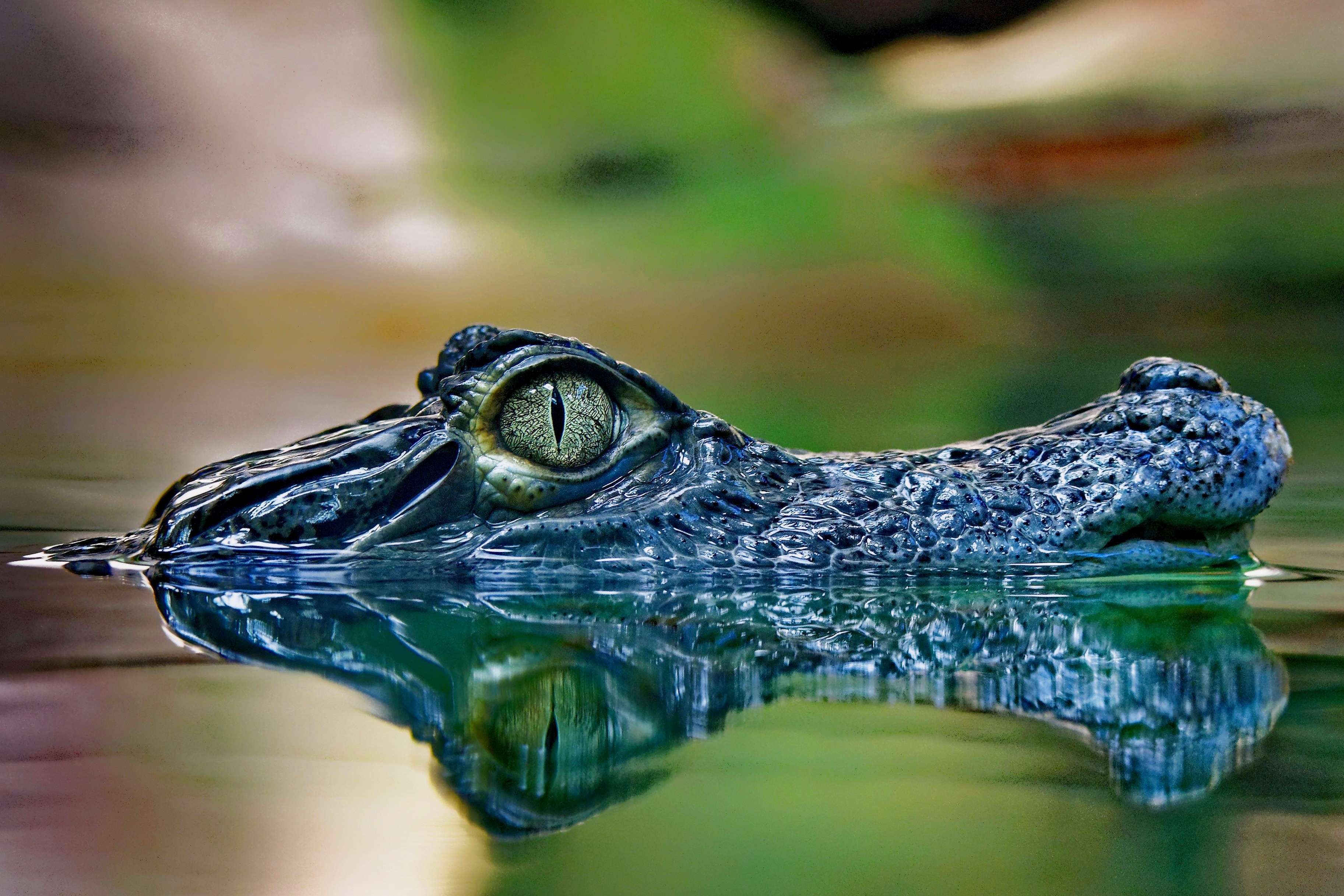
Caiman crocodilus
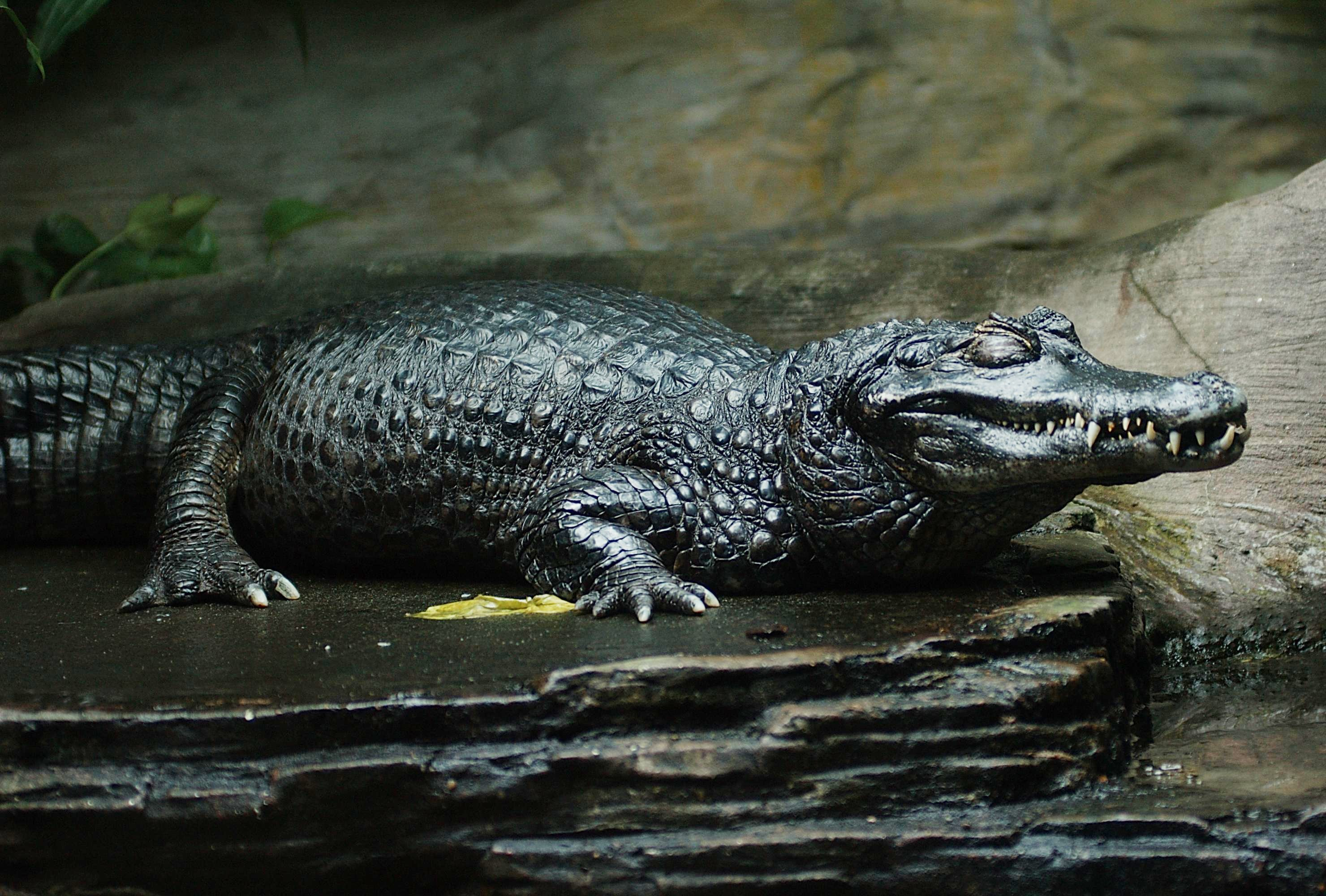
Caiman crocodilus
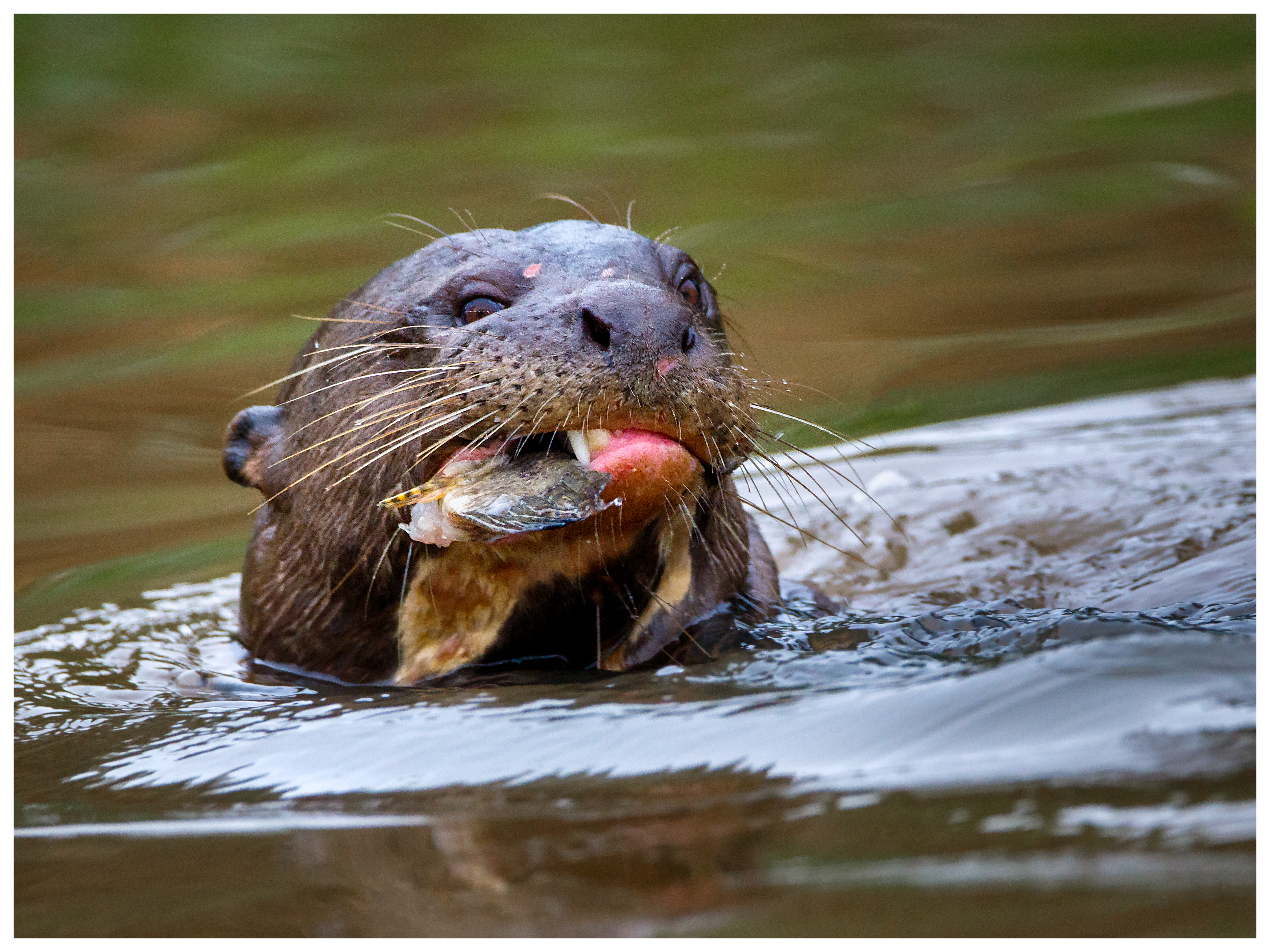
Pteronura brasiliensis
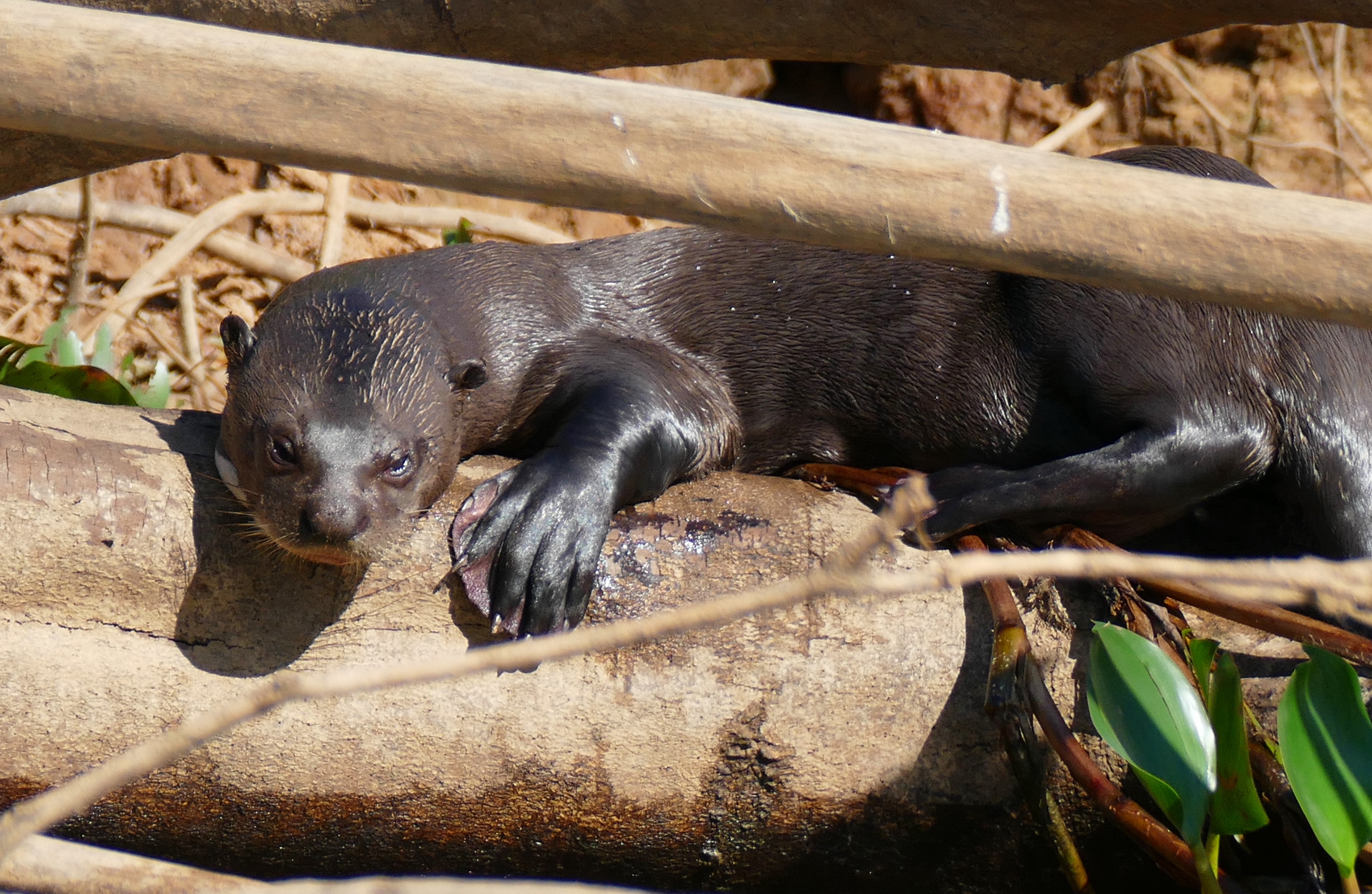
Pteronura brasiliensis